# Willy Brandt
Willy Brandt (Lübeck, 18 de dezembro de 1913 – Unkel, 8 de outubro de 1992) foi um político social-democrata alemão.
Entre 1957 e 1966 foi prefeito de Berlim, entre 1966 e 1969 foi ministro dos assuntos exteriores e vice-chanceler e entre 1969 e 1974 foi chanceler da República Federal da Alemanha. Pelo seu trabalho na implementação de maior cooperação entre países do oeste europeu através da CEE e sua Ostpolitik, cujo objectivo eram o relaxamento e equilíbrio com os países do Bloco do Leste, foi-lhe atribuído o Nobel da Paz no dia 10 de dezembro de 1971. Demitiu-se, em 1974, devido ao escândalo da descoberta de um espião alemão-oriental no seu gabinete.

## Juventude
Willy Brandt nasceu como Herbert Ernst Karl Frahm, filho natural de John Möller e de Martha Frahm. Nunca conheceu seu pai, e foi educado pela mãe e pelo avô materno.
Entre 1941 e 1948, Brandt foi casado com Carlotta Thorkildsen, com quem teve uma filha (Ninja Frahm, 1940). Após a separação, ainda em 1948, casou-se com Rut Bergaust. Este relacionamento resultou em três filhos, Peter (1948), Lars (1951) e Matthias (1961). Depois de terem permanecido durante 32 anos casados, Rut e Willy separaram-se em 1980. No dia 9 de dezembro de 1983 Brandt casou-se com a historiadora e relações-públicas Brigitte Seebacher.
Willy Brandt ingressou na juventude socialista em 1929, e, um ano depois, no SPD. Em 1931 mudou para o Partido Trabalhador Socialista (SAP), uma formação socialista-esquerdista.
Em 1932 acabou a sua educação secundária no Johanneum zu Lübeck. Após a ascensão ao poder de Hitler em 1933, o SAP foi proibido, continuando, no entanto, a existir clandestinamente. Willy Brandt recebeu a ordem de estabelecer uma célula do partido em Oslo e emigrou então para a Noruega.

### Início de carreira
Em 1934 começou a usar o pseudónimo de Willy Brandt, que se tornaria o seu nome oficial em 1949.
Usando o pseudónimo de Gunnar Gaasland, Brandt retornou à Alemanha entre setembro e dezembro de 1936 para frequentar uma faculdade. Em 1937 partiu para a Espanha a fim de trabalhar como jornalista na Guerra Civil Espanhola.
Em 1938, Willy Brandt foi expulso da Alemanha pelo governo nazista. Em consequência, Brandt pediu a nacionalidade norueguesa. Após a ocupação da Noruega pelos alemães durante a Segunda Guerra Mundial, Brandt foi temporariamente aprisionado. Vestindo o uniforme norueguês, não foi descoberto e foi libertado pouco depois fugindo então para a Suécia. Em agosto de 1940, foi-lhe entregue a nacionalidade norueguesa na embaixada em Estocolmo. Brandt permaneceu em Estocolmo até o final da guerra.
Brandt retornou à Alemanha em 1945 como correspondente de vários jornais escandinavos. Em 1948 obteve de novo a nacionalidade alemã.

## Na política federal, 1961-1969
Nas eleições parlamentares de 1961, Brandt se candidatou a chanceler pela primeira vez, competindo com Konrad Adenauer. Apesar de um bom resultado do seu partido social-democrata, não foi suficiente para assumir o governo. Em 1964, depois da morte de Erich Ollenhauer, Brandt assumiu a presidência do partido ao nível federal. Nas eleições parlamentares de 1965, foi derrotado de novo, desta vez pelo chanceler Ludwig Erhard. Desiludido, Willy Brandt retirou-se temporariamente da política federal e recusou-se a candidatar de novo.
Depois da demissão de Ludwig Erhard, Kurt Georg Kiesinger foi eleito chanceler e formou uma Grande Coligação com o partido social-democrata. Willy Brandt demitiu-se das suas funções em Berlim, tornando-se ministro dos assuntos exteriores e vice-chanceler.

## Chanceler

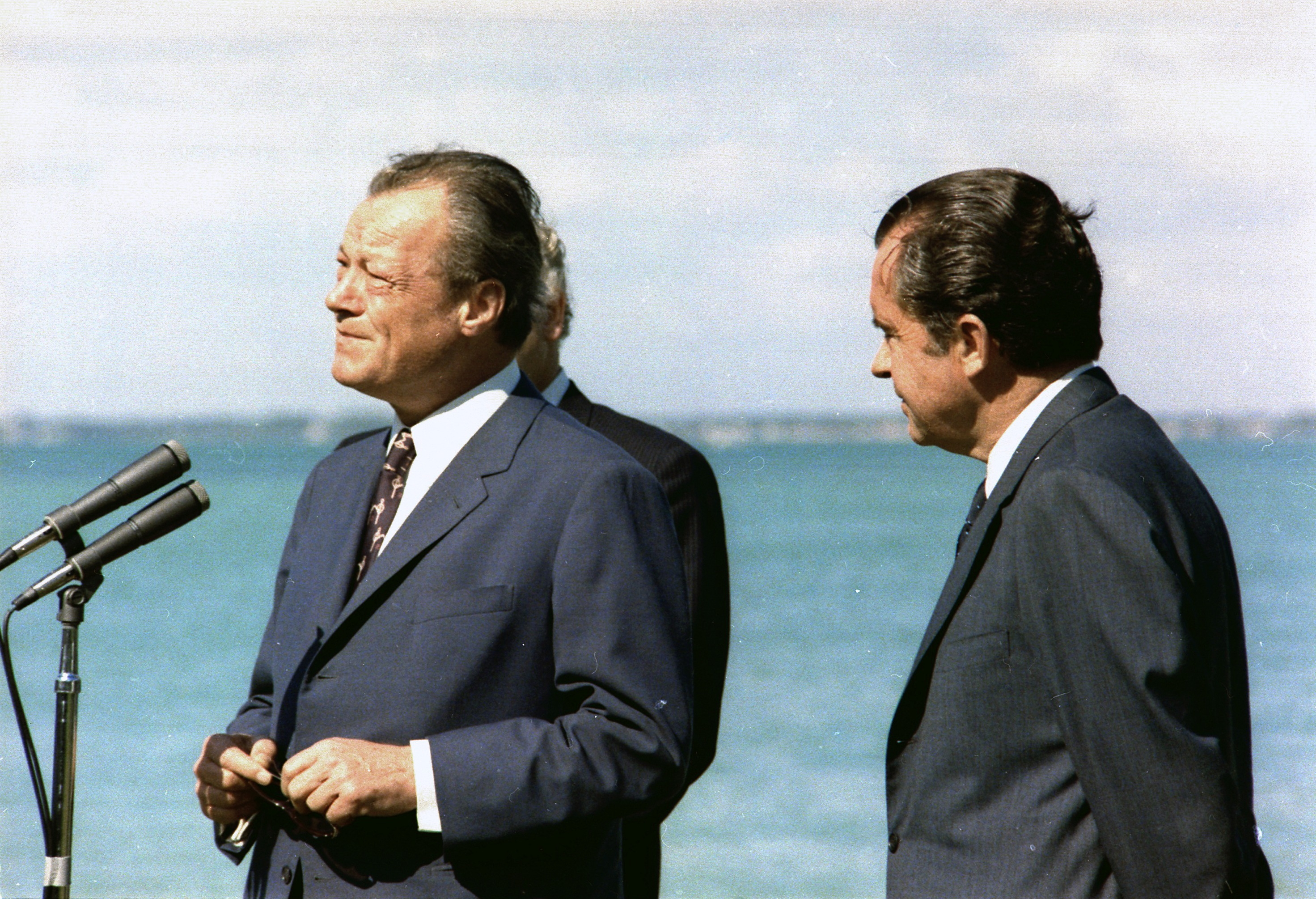
Willy Brandt com Richard Nixon, presidente dos Estados Unidos, no início dos anos 1970.

Seguindo as eleições parlamentares de 1969, Willy Brandt formou um governo, sendo o seu parceiro coalicional o partido liberal (FDP). Esta coligação tinha uma maioria no Bundestag de somente seis votos. Brandt foi eleito 4º chanceler da República Federal da Alemanha, sendo o primeiro chanceler alemão de esquerda em mais de 40 anos. Walter Scheel (FDP) tornou-se vice-chanceler e ministro dos assuntos exteriores.
O mandato de Willy Brandt foi caraterizado pela Ostpolitik, cujo objetivo era o de relaxar e aliviar as tensões entre o Bloco do Leste e as democracias de Oeste na Guerra Fria. As estratégias eram as do câmbio por aproximação e da política dos passos pequenos. O começo simbólico desta política foi o famoso Ajoelho de Varsóvia no memorial às vítimas do nazismo no Gueto de Varsóvia. Culminou na assinatura de acordos de normalização com a Polónia e a União Soviética, seguindo, pouco depois, o Acordo Básico com a Alemanha Oriental (República Democrática Alemã - RDA) e um acordo com a Tchecoslováquia. Foi-lhe atribuído, por estes feitos, o Prémio Nobel, em 1971.
Esta nova política do Leste (Ostpolitik) é hoje considerada como o primeiro passo à dissolução do Bloqueio do Leste e à reunificação alemã. Na época era, no entanto, confrontada com grande resistência por parte dos conservadores. Brandt era apelidado de traidor e intriguista, de estar entrando no "jogo" dos soviéticos. Os conservadores consideravam a política de relaxamento não como um passo à queda dos regimes comunistas na Europa Leste, mas sim como uma legitimação não necessária dos governos desses estados.
Ao mesmo tempo, Brandt incitou reformas internas nas áreas de políticas social, legal e de educação. O motivo foi o de superar a estagnação política na Alemanha do pós-guerra. Muitas das reformas jamais foram implementadas, parcialmente pela resistência do seu parceiro coalicional (FDP) no governo, parcialmente pela resistência de estados governados pelos conservadores, e também em parte pela Crise do Petróleo e da Guerra do Yom Kippur.
Para evitar noções de que simpatizava com os comunistas, Brandt implementou uma legislação que não permitia a elementos radicalistas o trabalho no serviço público (Radikalenerlass). Teoricamente, isto afectaria tanto direitistas como esquerdistas, mas na prática foi aplicado a pessoas consideradas extremistas da esquerda.
Em 1972, vários deputados do SPD e FDP tinham já se transferido à ala parlamentar dos conservadores, deixando a ala de esquerda do governo sem maioria. Em abril de 1972, o presidente da ala conservadora pensou que seria possível afastar Brandt por meio de uma moção de confiança. No final faltaram-lhe dois votos para ser eleito chanceler. Mais tarde publicou-se que o serviço secreto da RDA (Stasi) tinha corrompido pelo menos um deputado do CDU. Sem maioria parlamentar, Brandt pediu ao presidente federal Gustav Heinemann que dissolvesse o Bundestag.
Nas eleições parlamentares de 1972, o governo de Willy Brandt foi confirmado e continuou com uma grande maioria no Bundestag. Pela primeira vez, o SPD era a maior ala parlamentar. No exterior, estas eleições foram também interpretadas como voto sobre os acordos de normalização com o Bloco do Leste. Nesta altura, os acordos puderam ser confirmados pelo parlamento.
No dia 7 de julho de 1973, Willy Brandt visitou Israel, tornando-se o primeiro chanceler alemão a visitar este país. Ainda no mesmo ano o ministro dos assuntos exteriores, Walter Scheel, visitou Israel.
Em 6 de Maio de 1974, Willy Brandt demitiu-se devido ao escândalo da descoberta de um espião alemão-oriental no seu gabinete. O espião Günter Guillaume era membro do partido e um dos mais próximos assessores pessoais de Brandt. A demissão revelou-se como uma grande surpresa para o público. Hoje sabe-se que esta demissão foi também causada pela fadiga, depressões, e críticas ao seu estilo de liderança. Mais tarde, o chefe do serviço secreto da RDA, Markus Wolf, declarou que a demissão de Brandt não foi o objetivo da RDA e que a Stasi a considerou como um dos seus erros mais graves.
O sucessor de Brandt foi Helmut Schmidt, enquanto Brandt permaneceu como presidente do Partido Social-Democrata.

## Depois da demissão
Depois da sua demissão como chanceler, Willy Brandt permaneceu politicamente muito ativo. Foi presidente da Internacional Socialista entre 1976 e 1992 e deputado no Parlamento Europeu entre 1979 e 1983.
Em 1977, o presidente do Banco Mundial, Robert McNamara, pediu a Willy Brandt para chefiar a Comissão independente para questões de desenvolvimento internacional (Comissão Norte-Sul). Depois de quase três anos de pesquisas, no dia 12 de fevereiro de 1980, a comissão apresentou sua análise, designada de Relatório Norte-Sul ou Relatório Brandt.

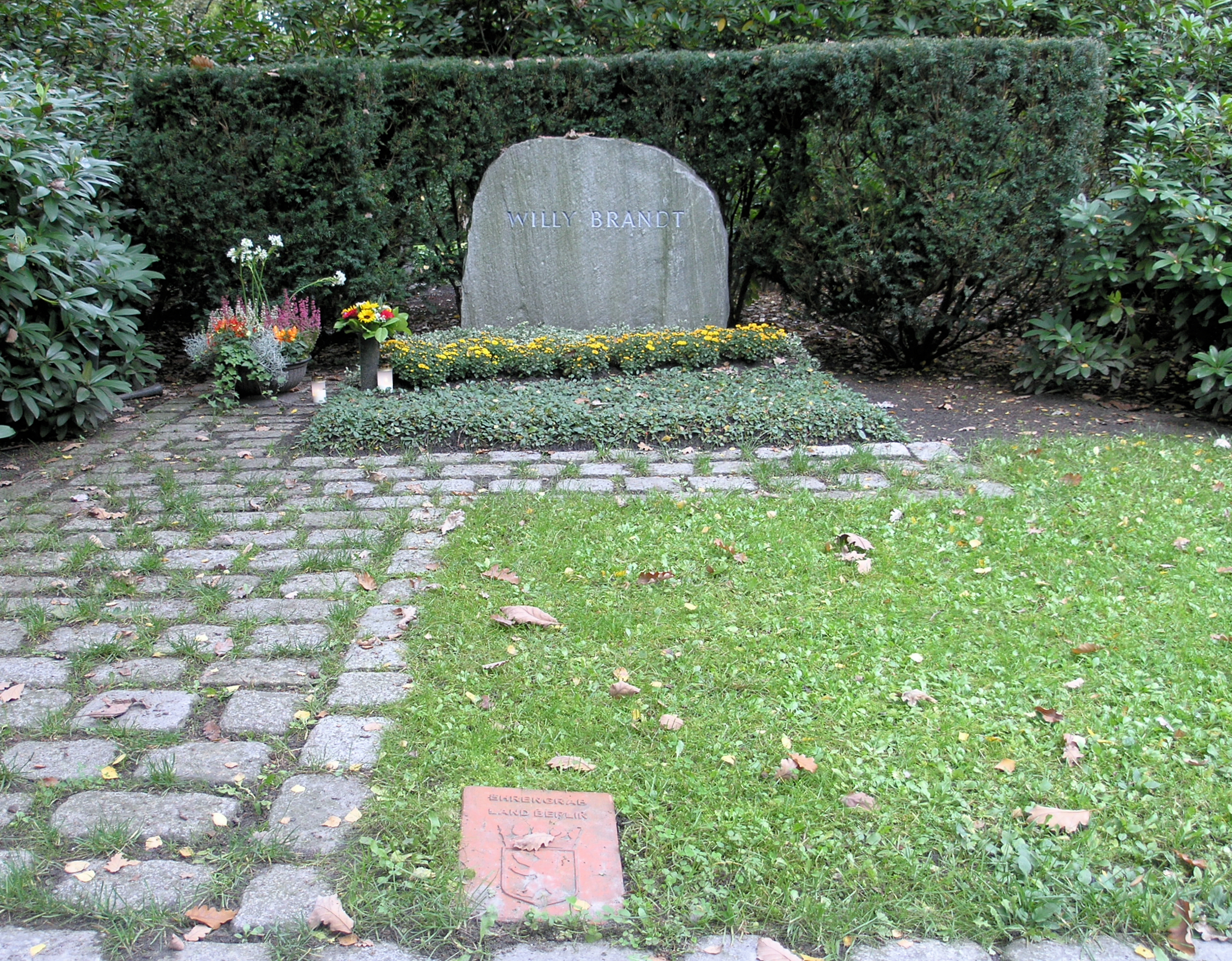
Sepultura no Waldfriedhof Zehlendorf

Encontrou-se frequentemente com personalidades disputadas como Yasser Arafat (7 de julho de 1979, em Viena), com Fidel Castro (15 de outubro de 1984, em Cuba), Deng Xiaoping e Mikhail Gorbatchov (também em 1984) e com Erich Honecker (19 de setembro de 1985, em Berlim-Leste).
Apareceu em público pela última vez em 1990, quando inaugurou o primeiro Bundestag da Alemanha reunificada. Algumas semanas antes, tinha retornado com 194 reféns, cuja liberação tinha alcançado em negociações com o presidente iraquiano Saddam Hussein, depois da invasão iraquiana no Kuwait.
A partir de 1990, o estado de saúde de Willy Brandt se agravou muito. Já em 1978, Brandt tinha sofrido um ataque cardíaco e, em 1991, foi descoberto e eliminado um tumor. Em 1992, o câncer retornou e abortou-se uma operação marcada para o dia 22 de maio visto que muitos órgãos estavam já afectados. Brandt morreu dia 8 de outubro e foi enterrado no Waldfriedhof Zehlendorf em Berlim.

## Publicações selecionadas
- 1960 Mein Weg nach Berlin (My Path to Berlin), autobiografia escrita com Leo Lania
- 1966 Draußen. Schriften während der Emigration. (Outside: Writings during the Emigration) ISBN 3-8012-1094-4
- 1968 Friedenspolitik in Europa (The Politics of Peace in Europe)
- 1976 Begegnungen und Einsichten 1960–1975 (Encounters and Insights 1960–1975) ISBN 3-455-08979-8
- 1982 Links und frei. Mein Weg 1930–1950 (Left and Free: My Path 1930–1950)
- 1986 Der organisierte Wahnsinn (Organized Lunacy)
- 1989 Erinnerungen (Memories) ISBN 3-549-07353-4
- 2002 Berliner Ausgabe, Werkauswahl, ed. for Bundeskanzler Willy Brandt Stiftung por Helga Grebing, Gregor Schöllgen e Heinrich August Winkler, 10 volumes, Dietz Verlag, Bonn 2002f, Collected Writings, ISBN 3-8012-0305-0